# John Bernard McDowell
John Bernard McDowell (* 17. Juli 1921 in New Castle, Pennsylvania, USA; † 25. Februar 2010 in Pittsburgh, Pennsylvania, USA) war ein römisch-katholischer Weihbischof im Bistum Pittsburgh.

## Leben
John Bernard McDowell erhielt seine theologische Ausbildung am St. Vincent College. An der Catholic University of America wurde er in Erziehungswissenschaften und in Philosophie promoviert. Er empfing am 4. November 1945 die Priesterweihe.
Papst Paul VI. ernannte ihn 1966 zum Titularbischof von Tamazuca und bestellte ihn zum Weihbischof im Bistum Pittsburgh. Die Bischofsweihe spendete ihm am 8. September 1966 der Bischof von Pittsburgh und spätere Kurienkardinal und Präfekt der Kongregation für den Klerus, John Joseph Wright; Mitkonsekratoren waren William Graham Connare, Bischof von Greensburg, und Vincent Martin Leonard, Weihbischof in Pittsburgh. 1996 nahm Papst Johannes Paul II. sein altersbedingtes Rücktrittsgesuch entgegen.
John Bernard McDowell war wegen seines bildungspolitischen Engagements in den USA bekannt. Er firmte über 100.000 junge Menschen.
Er schrieb über die sieben Bischöfe des Bistums Pittsburgh in seiner Amtszeit jeweils eine Biografie; seine eigene publizierte er 2007. Die Duquesne University verlieh ihm 1962 die Ehrendoktorwürde. Er war Mitglied der Knights of Equity, Court 9 Pittsburgh.